# Övraby distrikt, Halland
Övraby distrikt är ett distrikt i Halmstads kommun och Hallands län. 
Distriktet ligger nordost om Halmstad. 

## Tidigare administrativ tillhörighet
Distriktet inrättades 2016 och utgörs av socknen Övraby i Halmstads kommun.
Området motsvarar den omfattning Övraby församling hade vid årsskiftet 1999/2000.